# 齐藤贵子
齐藤贵子（日语：／ Saitō Takako，1983年8月10日—），日本女子摔跤运动员。她曾代表日本参加土耳其伊斯坦布尔举行的2011年世界摔跤锦标赛，获得女子自由式59公斤级铜牌。